# Duan Baoyan
Duan Baoyan (chinesisch 段寶岩 / 段宝岩, Pinyin Duàn Bǎoyán), * 4. März 1955 im damaligen Kreis Ji (冀县, heute ein Stadtbezirk von Hengshui), Provinz Hebei, ist ein chinesischer Mechatronik-Ingenieur. Er war 2002–2012 Rektor der Universität für Elektrotechnik und Elektronik Xi’an und ist seit 2014 als Leiter der nach ihm benannten Akademikerwerkstatt am Qian-Xuesen-Labor für Weltraumtechnologie die treibende Kraft hinter dem chinesischen Projekt zum Bau eines orbitalen Sonnenkraftwerks.

## Jugend und Studium
Duan Baoyan wurde am 4. März 1955 im Kreis Ji, dem heutigen Jizhou, in der Provinz Hebei geboren. Nach dem Gymnasium – die Abiturprüfungen waren 1966, zu Beginn der Kulturrevolution, abgeschafft worden – ging er 1973 zunächst im Rahmen der 1950 ins Leben gerufenen Landarbeit-Bewegung (上山下乡运动 bzw. „Hinauf auf die Berge und hinunter aufs Land“) als Jugendlicher mit Schulbildung (知识青年) auf die Dörfer, half bei der Instandhaltung von Bewässerungskanälen und beim Anbau von Getreide. Ab 1975 arbeitete als Physiklehrer mit Nebenfach Sport am Gymnasium der Volkskommune Beizhanghuai (北漳淮公社) in seinem Heimatkreis, eine von der Kommune selbst betriebene Einrichtung. Nach einem Jahr stieg er dort zum stellvertretenden Schulleiter auf.
Als am 11. Dezember 1977 in der 20 km entfernten Kreisstadt nach elfjähriger Unterbrechung wieder Abiturprüfungen stattfanden, fuhr Duan Baoyan mit dem Fahrrad hin, nahm teil und bestand die Prüfung problemlos. Zu Beginn des Sommersemesters im März 1978 schrieb er sich an der damaligen Akademie für Nachrichtentechnik Nordwestchinas in Xi’an an der Fakultät für Mechatronik (电子机械系) ein und studierte dort Konstruktion und Bau von Funkeinrichtungen (无线电设备结构设计与工艺). Nach dem Vordiplom im Dezember 1981 spezialisierte er sich ab Januar 1982 auf Mechatronik und schloss sein Studium im Juli 1984 als Diplomingenieur ab. Duan Baoyan blieb als Assistent an der Akademie für Nachrichtentechnik. Ab Februar 1987 studierte er als Doktorand bei dem berühmten Antennenspezialisten Ye Shanghui (叶尚辉, 1927–2018), der schon seine Diplomarbeit betreut hatte, Maschinenbau mit Schwerpunkt Elektronik und promovierte im November 1989. Nach der Promotion war Duan Baoyan zunächst als außerordentlicher Professor (副教授) an der Fakultät für Mechatronik tätig; die Akademie für Nachrichtentechnik Nordwestchinas war im Januar 1988 in „Universität für Elektrotechnik und Elektronik Xi’an“ umbenannt worden.
1991 erhielt er vom British Council ein Stipendium und begab sich im Oktober jenes Jahres an die University of Liverpool, um dort am Institut für Bauingenieurwesen und Produktdesign (Department of Civil Engineering and Industrial Design) der Fakultät für Ingenieurwissenschaften bei Andrew Templeman eine Stelle als Postdoktorand anzutreten. Seinerzeit war es noch nötig, dass ein Angestellter im öffentlichen Dienst für die Rückkehr eines Auslandsstudenten bürgte, was Ye Shanghui für ihn erledigte. In Liverpool wählte er aus drei Forschungsrichtungen, die ihm Templeman vorgeschlagen hatte, die Topologieoptimierung von Fachwerk-Strukturen mit einer auf Entropie basierenden Methode.

Während dieser Jahre verbrachte Duan Baoyan auch einige Zeit als Gastwissenschaftler an der Universität Hokkaidō in Japan.
Bereits 1993, er war noch im Ausland, wurde Duan Baoyan von der Universität für Elektrotechnik und Elektronik Xi’an als Professor für Mechatronik berufen. Im November 1994 kehrte er endgültig nach China zurück und nahm seine Lehrtätigkeit sowie die Betreuung von Doktoranden auf.

## FAST
Die Geschichte des südwestchinesischen Radioteleskops FAST (Five-hundred-meter Aperture Spherical radio Telescope) geht zurück auf die 24. Generalversammlung der International Union of Radio Science im Sommer 1993 in Kyōto, als Radioastronomen aus 10 Ländern, einschließlich China, in einer gemeinsamen Initiative den Plan zum Bau eines großen Radioteleskops der neuen Generation mit einer Apertur von 1 km² einbrachten. Daraufhin wurde die multinationale „Arbeitsgruppe Großteleskop“ eingerichtet. Über die konkrete Form des Teleskops gab es unterschiedliche Ansichten. Während zum Beispiel Australien und die Niederlande ein Array aus zahlreichen kleinen Antennen favorisierten, das spätere „Square Kilometre Array“, neigten China und Kanada angesichts der damals zur Verfügung stehenden Rechenleistung der Computer zu einer Lösung mit einem einzelnen Teleskop großer Apertur. Hierbei gab es wiederum die Möglichkeit eines voll beweglichen Radioteleskops wie am amerikanischen Green-Bank-Observatorium, wo das Hauptinstrument 100 × 110 m Durchmesser hat, aber auch 7700 t wiegt. Eine signifikante Vergrößerung dieser Bauart war aus Gewichtsgründen nicht möglich. Die zweite Alternative war eine fest montierte Reflektorschale mit einer darüber hin und her bewegten Instrumentenplattform wie beim mittlerweile zerstörten Arecibo-Observatorium mit seiner Apertur von 305 m. Aber auch dort betrug das Gewicht der Tragseilkonstruktion für die Instrumentenplattform bereits 1000 t, was eine weitere Vergrößerung schwierig machte. Nichtsdestotrotz begannen die chinesischen Astronomen in den südwestlichen Karstlandschaften mit der Suche nach einem Standort für ein Arecibo-ähnliches Radioteleskop mit 500 m Durchmesser. 1995 hatten sich zwei Talmulden in der Provinz Guizhou als aussichtsreich herauskristallisiert, und im Oktober jenes Jahres wurde dort die dritte Sitzung der Arbeitsgruppe Großteleskop abgehalten.
An der Universität für Elektrotechnik und Elektronik verfügte man über jahrzehntelange Erfahrung im Antennenbau. Bei der Konferenz in Guizhou referierten drei ihrer Professoren über verschiedene Aspekte von Großantennen, einer davon Duan Baoyan, der im Februar 1995 zum Prodekan der Fakultät für Mechatronik ernannt worden war. Duan Baoyan schlug vor, eine sehr kleine Fokuskabine mit einer im Inneren befindlichen Instrumentenplattform an sechs durchhängenden Seilen aufzuhängen, die an rund um die Teleskopschüssel angeordneten Pylonen befestigt sein sollten, und sie nur durch Zug an den Befestigungsseilen zu bewegen. Dadurch konnte er das Gewicht der Konstruktion von 1000 t bei Arecibo auf 20 t senken. Die Fokuskabine war in drei Dimensionen beweglich, ihre Position wurde durch drei Laserentfernungsmesser ständig überwacht und gegebenenfalls nachjustiert. Hierbei handelte es sich zunächst nur um ein theoretisches Konzept. Mit finanzieller Unterstützung der Nationalen Stiftung für Naturwissenschaften, der Chinesischen Akademie der Wissenschaften und des Astronomischen Observatoriums Peking (ab 2001 der Nationalen Astronomischen Observatorien) bauten Duan Baoyan und seine Mitarbeiter im Jahr 2000 zunächst auf dem Universitätsgelände ein 5 m großes Modell des geplanten 500-m-Teleskops, dann 2004 auf dem Gelände des Observatoriums Miyun bei Peking ein 50 m großes Modell, und 2008 noch einmal ein verfeinertes 50-m-Modell auf dem Südcampus der Universität am Stadtrand von Xi’an.
Die exakte Modellierung und Simulation der Kräfte in der ständig ihre Form ändernden Kabinen-Seil-Struktur, die Kontrolle und Steuerung jener Struktur, die mechanische Kopplung zwischen den Systemen für die Grobsteuerung der Kabine und die Feinregulierung der Instrumentenplattform sowie ihre gleichzeitige Aktivierung stellten beträchtliche Herausforderungen dar. Bei dem ab 2011 tatsächlich gebauten und am 11. Januar 2020 offiziell in Betrieb genommenen Teleskop konnte jedoch eine Positionierung der Instrumentenplattform mit einer Genauigkeit im Millimeterbereich realisiert werden.

## Hochschulverwaltung und interdisziplinäre Forschung

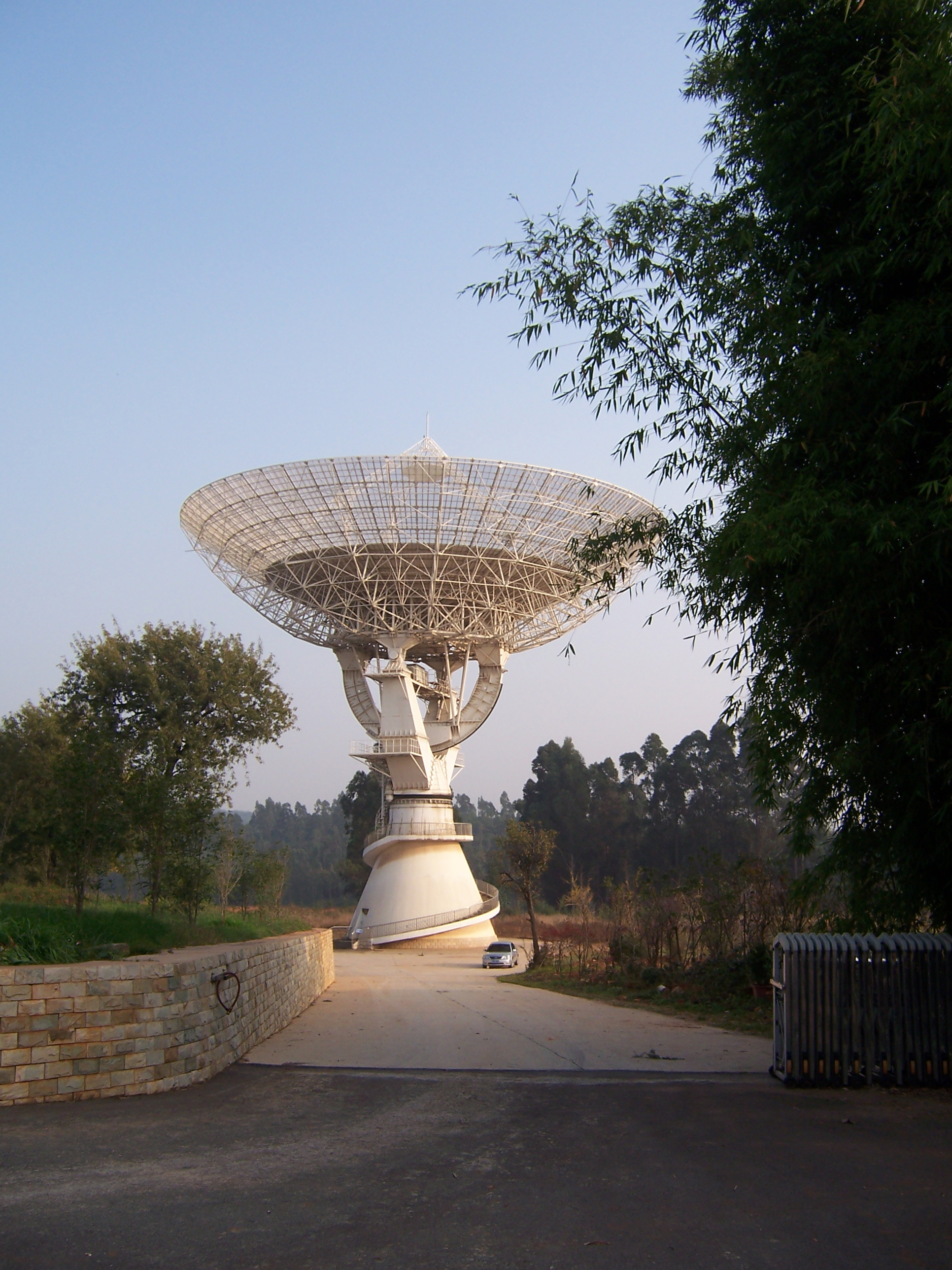
Die 40-m-Parabolantenne auf dem Phönixberg

Während der Arbeit an dem Radioteleskop stieg Duan Baoyan an der Universität immer weiter auf. Im Juni 1996 wurde er zum Dekan der Fakultät für Mechatronik ernannt, im März 1998 zum stellvertretenden Rektor, und im April 2002 zum Rektor der Universität für Elektrotechnik und Elektronik Xi’an.
Duan Baoyan und seine Forschungsgruppe erledigten auch eine Reihe von Aufträgen für das Hauptzeugamt der Volksbefreiungsarmee, sowohl bei der Entwicklung von Radargeräten für die Zerstörer der chinesischen Marine als auch für die Raumfahrt der Volksrepublik China, wobei man eng mit der China Electronics Technology Group Corporation zusammenarbeitete. Unter Nutzung einer zusammen mit dem auf Radaranlagen spezialisierten 14. Forschungsinstitut jener Firma in Nanjing entwickelten CAD-Software baute man 2005/2006 zusammen mit dem 39. Forschungsinstitut der CETC für die Chinesische Akademie der Wissenschaften die 40-m-Parabolantenne auf dem Phönixberg bei Kunming, die ab 2007 zum Empfang der Nutzlastdaten der chinesischen Mondsonden diente, danach die 2013 in Betrieb genommene 66-m-Antenne der Tiefraumstation der Volksbefreiungsarmee im mandschurischen Giyamusi für die Landungsphase des Mondprogramms.
Bei der Optimierung der Reflektorflächen jener Antennen stieß Duan Baoyan auf das Problem, dass mechanische und elektrische Eigenschaften der Konstruktion in einem Widerspruch zueinander standen. Eine präzise gearbeitete, ihre Form behaltende Reflektoroberfläche bedeutete nicht zwangsläufig einen hohen Antennengewinn und eine gute Nebenkeulenunterdrückung. Um diesen Widerspruch aufzulösen, entwickelten Duan Baoyan und seine Gruppe ein theoretisches Modell für die Kopplung zwischen elektromagnetischem Feld und mechanischem Verschiebungsfeld einer Struktur, das später bei der Konstruktion von Radaranlagen breite Anwendung fand. Im Jahr 2011 veröffentlichte Duan Baoyan hierzu das grundlegende Werk „Theorie und Praxis der elektromechanischen Kopplung bei elektronischen Geräten“.
Im Rahmen der Arbeit an Geräten für Flugzeuge und Raumflugkörper tauchte ein weiteres Problem auf: durch den begrenzten Raum, der bei diesen Anwendungsgebieten zur Verfügung stand, mussten die einzelnen Komponenten dicht gepackt werden, nicht nur über eine Fläche verteilt, sondern auch dreidimensional übereinandergestapelt. Daher mussten hier bei der Konstruktion nicht nur das elektromagnetische Feld und das mechanische Verschiebungsfeld berücksichtigt werden, sondern auch das Temperaturfeld. Duan Baoyan schlug vor, im Rahmen des Nationalen Schwerpunktprogramms zur Förderung von Grundlagenforschung (国家重点基础研究发展计划, auch bekannt als 973计划 bzw. „Programm 973“) ein diesbezügliches Forschungsprojekt durchzuführen. Das Projekt wurde genehmigt, er wurde zum Chefwissenschaftler ernannt. Daraufhin gründete er eine interdisziplinäre Arbeitsgruppe aus Wissenschaftlern mehrerer Universitäten und Ingenieuren verschiedener Forschungsinstitute, die sich mit dem Problem befasste. Auch hier gelang es, ein theoretisches Modell für die Koppelung der Felder bei typischen elektronischen Geräten zu erarbeiten. Außerdem erlangte man im Rahmen dieses Forschungsprojekts tiefere Einblicke in die Mechanismen, wie der mechanische Aufbau von Geräten die elektrische Leistungsfähigkeit beeinflusste. Nach dem Abschluss des Projekts erhielt die Forschergruppe hierfür eine Belobigung des Hauptzeugamts.
Nach zwei Amtszeiten gab Duan Baoyan, der 2015 das gesetzliche Rentenalter erreichte, im Juni 2012 das Amt des Hochschulrektors an die Physikerin Zheng Xiaojing ab und war nur noch als einfacher Professor am Schwerpunktlabor des Bildungsministeriums für den Aufbau von elektronischen Geräten tätig.

## OMEGA
In den USA befasste man sich seit den 1970er Jahren, damals vor allem unter dem Eindruck der ersten Ölpreiskrise, mit Konzepten für weltraumgestützte Solarenergie. 1996 wurde dies erstmals auch von chinesischen Wissenschaftlern vorgeschlagen, 1998 veröffentlichten Li Guoxin (李国欣) und Xu Chuanji (徐传继) vom Forschungsinstitut 811 der Shanghaier Akademie für Raumfahrttechnologie, auch bekannt als „Shanghaier Institut für Stromversorgung im Weltall“, erstmals eine detaillierte Machbarkeitsstudie.
2008 nahm die Staatliche Kommission für Entwicklung und Reform orbitale Sonnenkraftwerke in die Liste der Nationalen Vorplanungsprojekte auf. Die Nationale Behörde für Wissenschaft, Technik und Industrie in der Landesverteidigung unterstützte dieses Vorhaben und stellte für den 12. und 13. Fünfjahresplan (2011–2020) Mittel für die entsprechende Forschung zur Verfügung.
Im Jahr 2010 verfassten Mitglieder der Chinesischen Akademie der Wissenschaften und der Chinesischen Akademie der Ingenieurwissenschaften nach Beratschlagung und öffentlicher Diskussion unter der Leitung von Wang Xiji von der Chinesischen Akademie für Weltraumtechnologie (CAST) einen gemeinsamen Bericht mit dem Titel „Abschätzung der technologischen Entwicklung bei weltraumbasierten Sonnenkraftwerken und noch nötige Forschung“. Darin schlugen die Wissenschaftler vor, zunächst ein Computermodell einer Bodenstation zu erstellen, gefolgt von praktischen Versuchen mit dem Aufbau von Stützstrukturen für Solarzellen im Weltall. Schließlich sollte der Prototyp einer Sendeantenne mit 100 m Durchmesser sowie Lichtsammelspiegel im Orbit installiert werden.
Zwei Jahre später, im September 2012, wurde am Qian-Xuesen-Labor für Weltraumtechnologie, der Denkfabrik der Akademie für Weltraumtechnologie, das Forschungszentrum für Weltraumenergietechnik (空间能源技术研究中心) unter der Leitung von Wang Li (王立, * 1966) eingerichtet, zu diesem Zeitpunkt stellvertretender Chefwissenschaftler (副总研究师) in der Hauptentwicklungsabteilung von CAST.
Im Jahr 2013 begann Duan Baoyan, seit 2011 Mitglied der Chinesischen Akademie der Ingenieurwissenschaften, an den Diskussionen teilzunehmen. Zusammen mit Yang Shizhong (杨士中, * 1937), Leiter des Instituts für Mikroelektronik und Nachrichtentechnik an der Fakultät für Informatik der Chongqing-Universität, machte er konkrete Vorschläge zur Entwicklung von Schlüsseltechnologien für ein orbitales Sonnenkraftwerk. Dies wird heute als Initialzündung für das Zhuri-Projekt gesehen. Im Oktober 2014 stellten Duan Baoyan und seine Mitarbeiter vom Schwerpunktlabor für den Aufbau von elektronischen Geräten in der von CAST herausgegebenen Fachzeitschrift „Chinesische Weltraumwissenschaft und -technologie“ das Konzept einer hohlkugelförmigen, dünnwandigen Lichtsammelstruktur für ein orbitales Sonnenkraftwerk vor,
und noch im selben Jahr wurde er vom Qian-Xuesen-Labor für Weltraumtechnologie als Chefwissenschaftler einer eigens für ihn geschaffenen Akademikerwerkstatt eingestellt, wo er dieses Konzept zur Praxisreife entwickeln sollte.
Bei der wegen der englischen Bezeichnung Orb-shape Membrane Energy Gathering Array allgemein als „OMEGA“ bekannten Konstruktion hatte Duan Baoyan im Prinzip den Hauptspiegel des FAST-Radioteleskops zu einer oben und unten offenen Hohlkugel aufgerollt, die in einem geostationären Orbit in einer Höhe von 36.000 km über der Erde kreisen sollte. Die beim FAST in einem Stahlseilnetz aufgehängten dreieckigen Reflektorelemente ersetzte er durch sechseckige, deren Aktoren nun nicht mehr einen präzisen Hohlspiegel formen mussten, sondern die Spiegelelemente nur noch entsprechend dem Sonnenstand auf- und zuzuklappen hatten. Die Instrumentenplattform im Brennpunkt des Spiegel wurde durch eine – auch hier an Seilen aufgehängte – Konstruktion aus einem mit dem Sonnenstand kreisenden Solarmodul ersetzt, das die erzeugte Energie über einen straßenbahnähnlichen Stromabnehmer an ein Sender-Antennen-Modul von 1 km Durchmesser weiterleitet. Da OMEGA, um die gewünschte Leistung von 2 GW zu liefern, und auch aus Hitzeschutzgründen – der Sender für die Energieübertragung zur Erde muss in einem Sicherheitsabstand vom Brennpunkt des Hohlspiegels angebracht sein – einen Durchmesser von 8–10 km benötigt, sind noch eine Reihe von technischen Problemen zu lösen.
Seit dem 4. August 2021 finanziert die Abteilung für Mathematik und Physik der Nationalen Stiftung für Naturwissenschaften mit 15 Millionen Yuan (von der Kaufkraft her etwa 15 Millionen Euro) unter dem Titel „Dynamik und Steuerung bei der Montage von übergroßen Raumflugkörpern im Weltall“ (超大型航天结构空间组装动力学与控制) ein auf fünf Jahre angelegtes Forschungsprojekt bei dem Methoden gefunden werden sollen, um die Komponenten während der Bauphase stabil zu halten, sowohl was Lageregelung betrifft, als auch Verformung und Vibration während der Montage. Ein weiterer Schwerpunkt des Projekts liegt auf der Gewichtsreduzierung der Komponenten.

## Zhuri-Projekt
Das OMEGA-Kraftwerk stellt einen Endpunkt dar; der Name spielt auf das Arbitrarily Large Phased Array bzw. ALPHA-Konzept von John C. Mankins aus dem Jahr 2012 an, das bis dahin realistischste Konzept für ein orbitales Sonnenkraftwerk, das aber wegen seiner durch die Cassegrain-Konfiguration bedingten Richtwirkung während der Nacht am Zielort deutlich weniger Strom lieferte als bei Tageslicht.
Da das OMEGA-Kraftwerk aus thermologischen Gründen nicht beliebig nach unten skalierbar ist, ist der Bau von kleineren Modellen (wie einst beim FAST) schwierig. Stattdessen befassen sich mittlerweile über ganz China verteilte Einrichtungen mit Teilaspekten des Projekts. Auf der Versuchsbasis für weltraumgestützte Sonnenkraftwerke bei Chongqing werden seit 2019 unter der Leitung von Yang Shizhong Phased Array Antennen mit einer starken Bündelung des Energiestrahls entwickelt. Zunächst wurden die Energieübertragungsversuche mit einer von Fesselballonen in Höhen von 50–300 m gezogenen Plattform durchgeführt. Im August 2021 folgten Versuche mit einem in 300 m Höhe schwebenden Luftschiff und einer Empfangsstation auf dem Forschungsschiff Zhihai (智海号科考船) im Seegebiet östlich der Zhoushan-Inseln, um die Steuerung des von einem im Wind treibenden Luftschiff auf ein schwankendes Schiff übertragenen Energiestrahls zu erproben.
Im Dezember 2018 wurde an der Universität für Elektrotechnik und Elektronik Xi’an das „Schwerpunktlabor der Provinz Shaanxi für die Systeme des weltraumgestützten Sonnenkraftwerks“ unter der Leitung von Duan Baoyan und Wu Weiren eingerichtet, außerdem das „Interdisziplinäre Forschungszentrum für die Systeme des weltraumgestützten Sonnenkraftwerks“. Bei dieser Gelegenheit erhielt das Projekt offiziell den Namen „Zhuri“ oder „Sonnenverfolgung“ (逐日工程), abgeleitet von der Legende „Kuafu verfolgt die Sonne“, wo ein Riese versucht, die Sonne einzuholen.
Auf dem Südcampus der Universität im Stadtbezirk Chang’an wurde ein 75 m hoher Stahlgitterturm gebaut, bei dem vier innen verspiegelte Lichtsammelschalen das Sonnenlicht auf einen mit Solarzellen besetzten, entfernt an einen achteckigen, konusförmigen Spielkreisel erinnernden Sammelkörper im Brennpunkt lenken. Der erzeugte Strom wird in Mikrowellen umgewandelt und zu einer 55 m unter der achteckigen Sendeantenne auf dem Boden aufgebauten Empfangsantenne gestrahlt. Am 5. Juni 2022 fand die Bauabnahme der Anlage statt.
Nachdem Energieübertragungsversuche mit einem gebündelten Strahl erfolgreich verliefen, begann man, mit mehreren Strahlen mehrere, voneinander entfernte Stellen auf der sehr großen Rectenna am Boden gleichzeitig mit Energie zu versorgen. In einem Land mit einer gut ausgebauten Infrastruktur wie China rechnet sich, abgesehen von einigen militärischen Anwendungen, die Einspeisung weltraumgestützter Solarenergie in terrestrische Stromnetze nur bei Katastrophenfällen wie Taifunen oder Erdbeben. Im regulären Betrieb sind die orbitalen Sonnenkraftwerke unter anderem dazu gedacht, mittelgroße und kleine Satelliten in erdnahen Umlaufbahnen mit Strom zu versorgen, wenn sie sich im Erdschatten befinden (in einer geostationären Umlaufbahn herrscht aufgrund des großen Abstands zur Erde während 99 % des Jahres Sonnenschein). Dadurch kann man bei den Satelliten auf Akkumulatoren verzichten, die Solarmodule, die nun keinen Ladestrom mehr erzeugen müssen, können kleiner gehalten werden. Der Satellit hat eine geringere Startmasse bzw. kann bei gleicher Masse mehr Nutzlasten mitführen.